# Haworthia reinwardtii
Haworthia reinwardtii är en grästrädsväxtart som först beskrevs av Salm-dyck, och fick sitt nu gällande namn av Adrian Hardy Haworth. Haworthia reinwardtii ingår i släktet Haworthia och familjen grästrädsväxter.

## Underarter
Arten delas in i följande underarter:
- H. r. chalumnensis
- H. r. kaffirdriftensis
- H. r. olivacea
- H. r. zebrina
- H. r. brevicula
- H. r. reinwardtii

## Bildgalleri

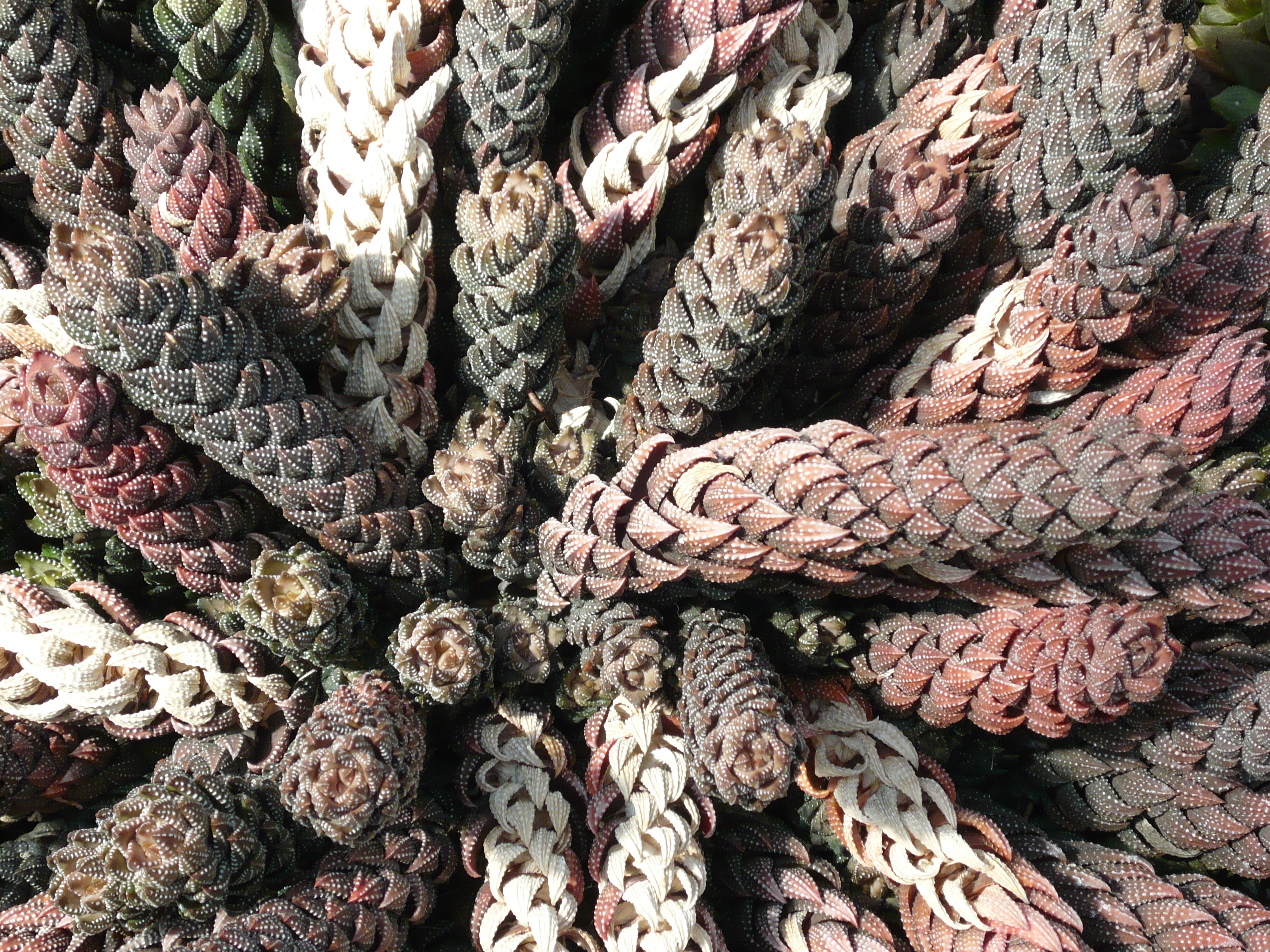
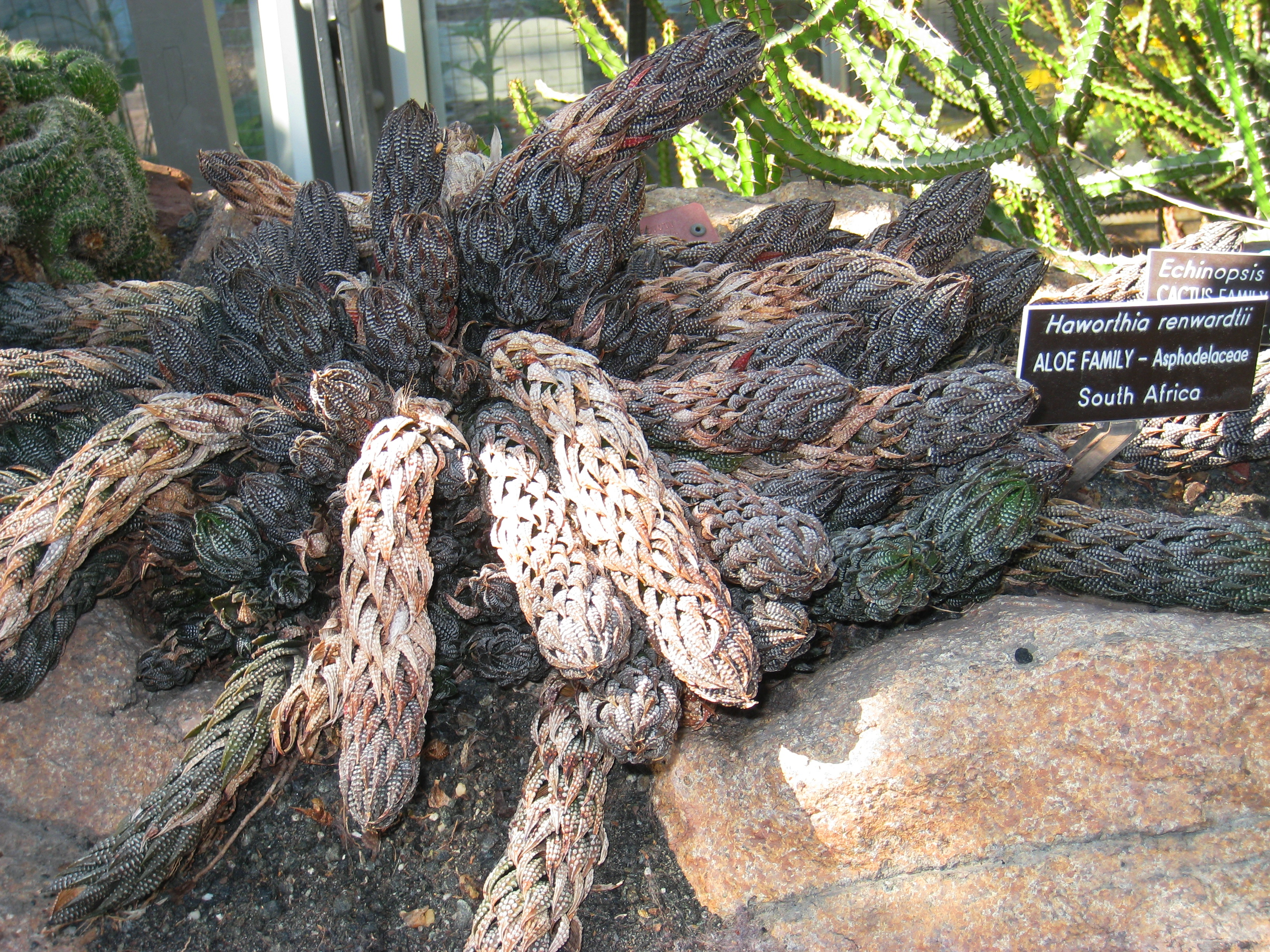
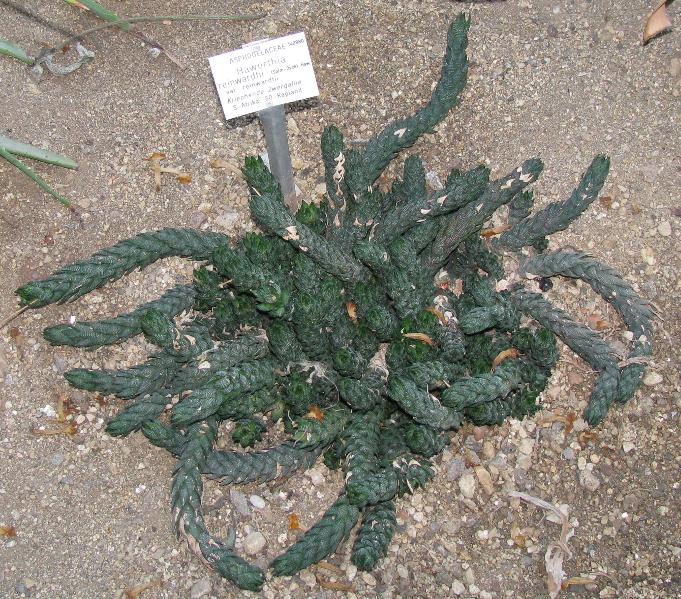
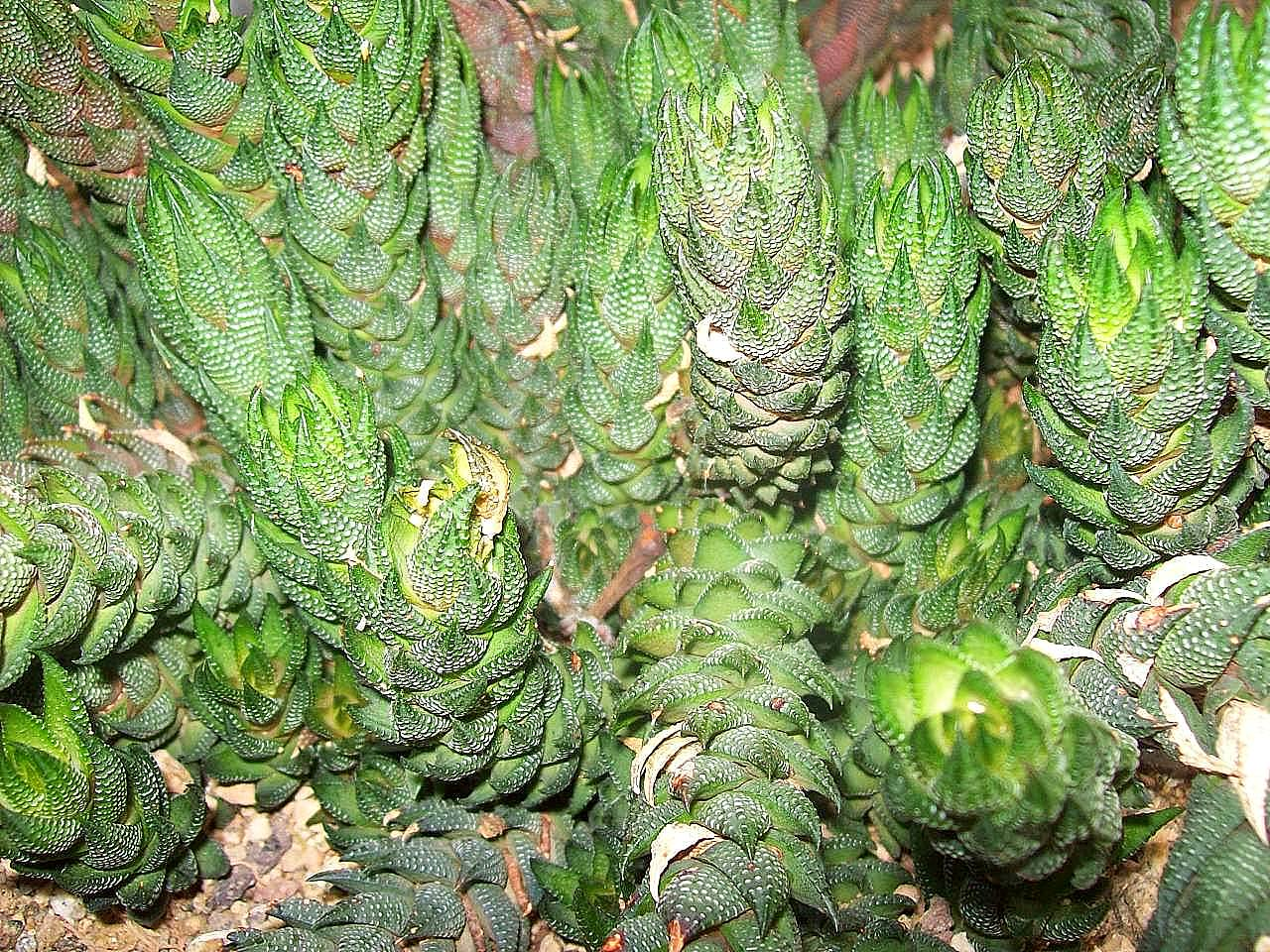
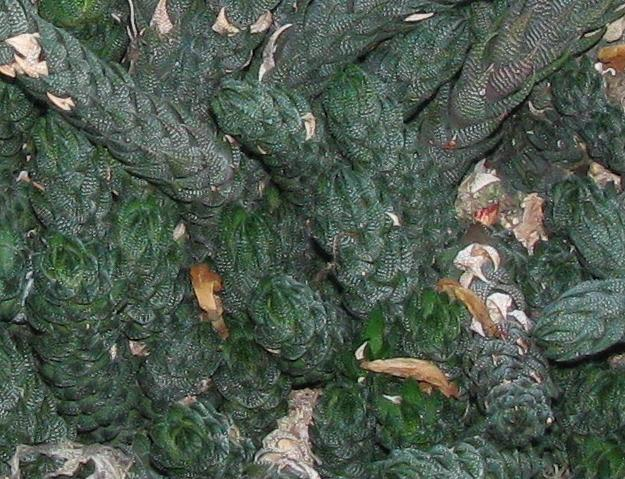
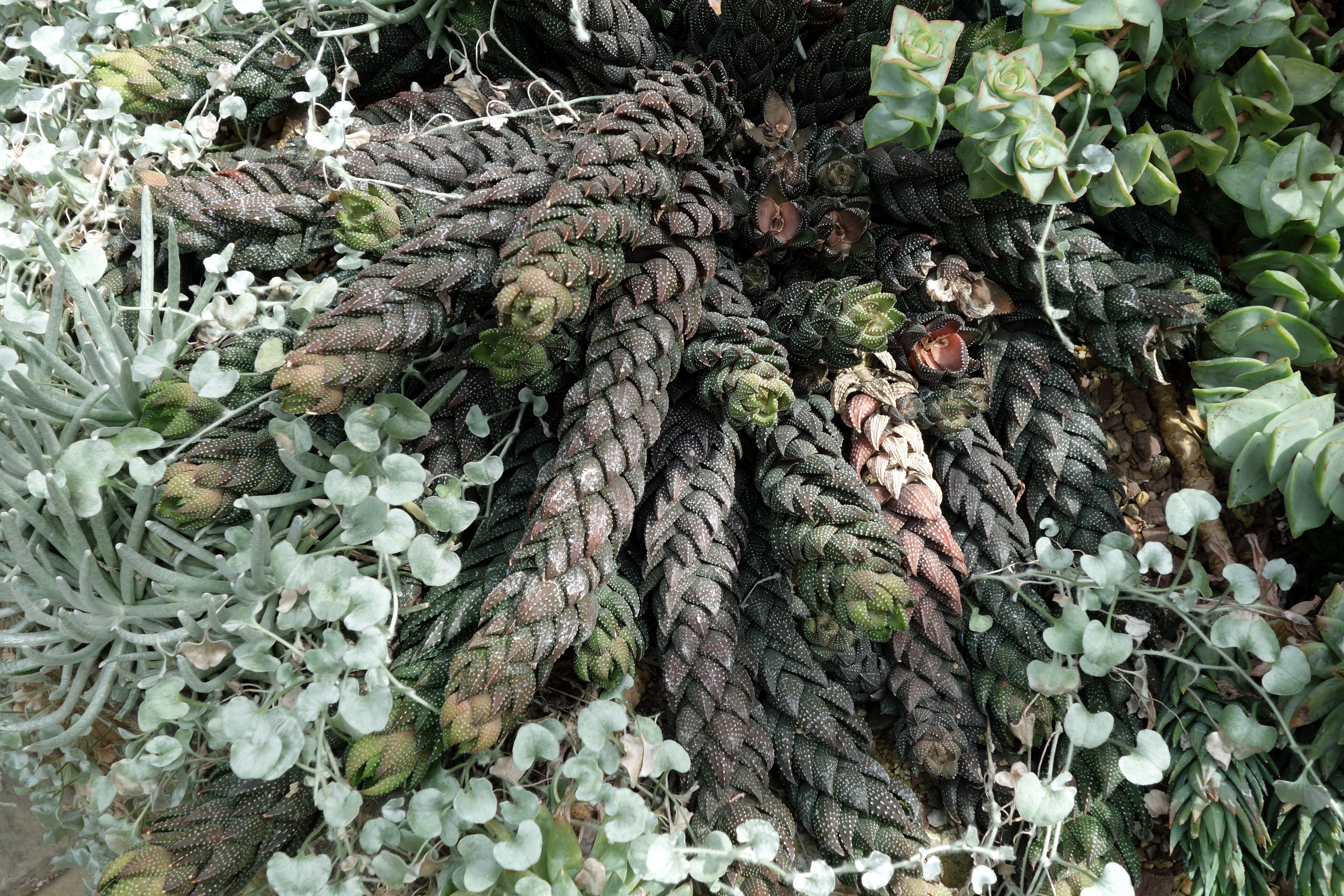